# René Bittinger
René Bittinger (* 9. Oktober 1954 in Villé) ist ein ehemaliger französischer Radrennfahrer.

## Sportliche Laufbahn
Bittinger war Teilnehmer der Olympischen Sommerspiele 1976 in Montreal. Im olympischen Straßenrennen schied er beim Sieg von Bernt Johansson aus.
Von 1977 bis 1985 war er als Berufsfahrer aktiv und fuhr unter anderem für die Radsportteams Flandria-Velda an der Seite von Sean Kelly und Miko-Mercier. Sein bedeutendster Erfolg als Profi war der Sieg auf der 1. Etappe der Tour de France 1979. Die Tour de France fuhr er sechsmal, wobei er 1978 mit dem 19. Rang im Endklassement seine beste Platzierung erreichte. Im Giro d’Italia startete er 1985 (83. Platz), die Vuelta a España fuhr er 1981 (38.) und 1985 (ausgeschieden). Weitere Siege konnte er auf Etappen der Tour de Corse und der Katalonischen Woche 1978 für sich verbuchen. 1980 gewann er die Tour de Limousin und eine Etappe der Luxemburg-Rundfahrt, 1982 eine Etappe im Critérium du Dauphiné sowie Nizza–Alassio. Dazu kamen Siege in kleineren Rennen in Frankreich und Italien.